# Tour de Valònia 2017
El Tour de Valònia 2017, 44a edició del Tour de Valònia, es disputà entre el 22 i el 26 de juliol de 2017 sobre un recorregut de 908,7 km distribuïts en cinc etapes. La cursa formava part del calendari de l'UCI Europa Tour 2017, amb una categoria 2.HC.
El vencedor de la classificació general fou el belga Dylan Teuns (BMC Racing Team), aconseguint també la victòria en dues etapes. En segona posició finalitzà el també belga Tosh Van Der Sande (Lotto-Soudal), mentre el francès Benjamin Thomas (Armée de terre) fou tercer.

## Equips
L'organització convidà a prendre part en la cursa a sis equips UCI WorldTeam, onze equips continentals professionals i tres equips continentals:
| WorldTeams (6)- AG2R La Mondiale - BMC Racing Team - FDJ - Katusha-Alpecin - Lotto-Soudal - Lotto NL-Jumbo Equips continentals professionals (11)- Aqua Blue Sport - Cofidis, Solutions Crédits - Delko Marseille Provence KTM - Direct Énergie - Fortuneo-Oscaro - Gazprom-RusVelo - Roompot-Nederlandse Loterij - Sport Vlaanderen-Baloise - Verandas Willems-Crelan - Wanty-Groupe Gobert - WB-Veranclassic-Aqua Protect Equips continentals (3)- AGO-Aqua Service - Armée de terre - Telenet-Fidea Lions |
| |

## Etapes
| Etapa    | Data      | Ciutats d'etapa             | type              | Distància (km) | Vencedor de l'etapa | Líder de la general |
| -------- | --------- | --------------------------- | ----------------- | -------------- | ------------------- | ------------------- |
| 1a etapa | 22 de jul | Stavelot – Marchin          | etapa accidentada | 189,9          | Benjamin Thomas     | Benjamin Thomas     |
| 2a etapa | 23 de jul | Chaudfontaine – Seraing     | etapa accidentada | 189,4          | Jasper De Buyst     | Dylan Teuns         |
| 3a etapa | 24 de jul | Arlon – Houffalize          | etapa accidentada | 182,7          | Dylan Teuns         | Dylan Teuns         |
| 4a etapa | 25 de jul | Brussel·les – Profondeville | etapa accidentada | 164,1          | Jean-Pierre Drucker | Dylan Teuns         |
| 5a etapa | 26 de jul | Chièvres – Thuin            | etapa accidentada | 182,6          | Dylan Teuns         | Dylan Teuns         |

### 1a etapa
| \| Classificació de l'etapa \| Classificació de l'etapa \| Classificació de l'etapa \| Classificació de l'etapa \| Classificació de l'etapa \| \| Corredor \| Corredor \| Equip \| Temps \| \| \| ------------------------ \| ------------------------ \| ------------------------ \| ------------------------ \| ------------------------ \| \| 1r \| Benjamin Thomas \| Armée de terre \| 4h 28' 40" \| \| \| 2n \| Xandro Meurisse \| Wanty-Groupe Gobert \| + 5" \| \| \| 3r \| Dylan Teuns \| BMC Racing Team \| + 5" \| \| \| 4t \| Jelle Vanendert \| Lotto-Soudal \| + 5" \| \| \| 5è \| Tosh Van der Sande \| Lotto-Soudal \| + 5" \| \| |                    |                     |            |
| |                    |                     |            |
| Font: ProCyclingStats |                    |                     |            |
| Classificació de l'etapa |                    |                     |            |
| Corredor | Corredor           | Equip               | Temps      |
| 1r | Benjamin Thomas    | Armée de terre      | 4h 28' 40" |
| 2n | Xandro Meurisse    | Wanty-Groupe Gobert | + 5"       |
| 3r | Dylan Teuns        | BMC Racing Team     | + 5"       |
| 4t | Jelle Vanendert    | Lotto-Soudal        | + 5"       |
| 5è | Tosh Van der Sande | Lotto-Soudal        | + 5"       |

| \| Classificació general \| Classificació general \| Classificació general \| Classificació general \| Classificació general \| \| Corredor \| Corredor \| Equip \| Temps \| \| \| --------------------- \| --------------------- \| --------------------- \| --------------------- \| --------------------- \| \| 1r \| Benjamin Thomas \| Armée de terre \| 4h 28' 30" \| \| \| 2n \| Xandro Meurisse \| Wanty-Groupe Gobert \| + 9" \| \| \| 3r \| Dylan Teuns \| BMC Racing Team \| + 11" \| \| \| 4t \| Jelle Vanendert \| Lotto-Soudal \| + 15" \| \| \| 5è \| Tosh Van der Sande \| Lotto-Soudal \| + 15" \| \| |                    |                     |            |
| |                    |                     |            |
| Font: ProCyclingStats |                    |                     |            |
| Classificació general |                    |                     |            |
| Corredor | Corredor           | Equip               | Temps      |
| 1r | Benjamin Thomas    | Armée de terre      | 4h 28' 30" |
| 2n | Xandro Meurisse    | Wanty-Groupe Gobert | + 9"       |
| 3r | Dylan Teuns        | BMC Racing Team     | + 11"      |
| 4t | Jelle Vanendert    | Lotto-Soudal        | + 15"      |
| 5è | Tosh Van der Sande | Lotto-Soudal        | + 15"      |

### 2a etapa
| \| Classificació de l'etapa \| Classificació de l'etapa \| Classificació de l'etapa \| Classificació de l'etapa \| Classificació de l'etapa \| \| Corredor \| Corredor \| Equip \| Temps \| \| \| ------------------------ \| ------------------------ \| ---------------------------- \| ------------------------ \| ------------------------ \| \| 1r \| Jasper De Buyst \| Lotto-Soudal \| 4h 29' 16" \| \| \| 2n \| Michael Mørkøv \| Katusha-Alpecin \| + 0" \| \| \| 3r \| Justin Jules \| WB-Veranclassic-Aqua Protect \| + 0" \| \| \| 4t \| Jean-Pierre Drucker \| BMC Racing Team \| + 0" \| \| \| 5è \| Roman Maikin \| Gazprom-RusVelo \| + 0" \| \| |                     |                              |            |
| |                     |                              |            |
| Font: ProCyclingStats |                     |                              |            |
| Classificació de l'etapa |                     |                              |            |
| Corredor | Corredor            | Equip                        | Temps      |
| 1r | Jasper De Buyst     | Lotto-Soudal                 | 4h 29' 16" |
| 2n | Michael Mørkøv      | Katusha-Alpecin              | + 0"       |
| 3r | Justin Jules        | WB-Veranclassic-Aqua Protect | + 0"       |
| 4t | Jean-Pierre Drucker | BMC Racing Team              | + 0"       |
| 5è | Roman Maikin        | Gazprom-RusVelo              | + 0"       |

| \| Classificació general \| Classificació general \| Classificació general \| Classificació general \| Classificació general \| \| Corredor \| Corredor \| Equip \| Temps \| \| \| --------------------- \| --------------------- \| -------------------------- \| --------------------- \| --------------------- \| \| 1r \| Dylan Teuns \| BMC Racing Team \| 8h 57' 55" \| \| \| 2n \| Xandro Meurisse \| Wanty-Groupe Gobert \| + 0" \| \| \| 3r \| Tosh Van der Sande \| Lotto-Soudal \| + 1" \| \| \| 4t \| Benjamin Thomas \| Armée de terre \| + 1" \| \| \| 5è \| Jonas Van Genechten \| Cofidis, Solutions Crédits \| + 9" \| \| |                     |                            |            |
| |                     |                            |            |
| Font: ProCyclingStats |                     |                            |            |
| Classificació general |                     |                            |            |
| Corredor | Corredor            | Equip                      | Temps      |
| 1r | Dylan Teuns         | BMC Racing Team            | 8h 57' 55" |
| 2n | Xandro Meurisse     | Wanty-Groupe Gobert        | + 0"       |
| 3r | Tosh Van der Sande  | Lotto-Soudal               | + 1"       |
| 4t | Benjamin Thomas     | Armée de terre             | + 1"       |
| 5è | Jonas Van Genechten | Cofidis, Solutions Crédits | + 9"       |

### 3a etapa
| \| Classificació de l'etapa \| Classificació de l'etapa \| Classificació de l'etapa \| Classificació de l'etapa \| Classificació de l'etapa \| \| Corredor \| Corredor \| Equip \| Temps \| \| \| ------------------------ \| -------------------------- \| ---------------------------- \| ------------------------ \| ------------------------ \| \| 1r \| Dylan Teuns \| BMC Racing Team \| 4h 25' 30" \| \| \| 2n \| Quentin Pacher \| Delko-Marseille Provence-KTM \| + 9" \| \| \| 3r \| Odd Christian Eiking \| FDJ \| + 9" \| \| \| 4t \| Jelle Vanendert \| Lotto-Soudal \| + 14" \| \| \| 5è \| Juan José Lobato del Valle \| LottoNL-Jumbo \| + 18" \| \| |                            |                              |            |
| |                            |                              |            |
| Font: ProCyclingStats |                            |                              |            |
| Classificació de l'etapa |                            |                              |            |
| Corredor | Corredor                   | Equip                        | Temps      |
| 1r | Dylan Teuns                | BMC Racing Team              | 4h 25' 30" |
| 2n | Quentin Pacher             | Delko-Marseille Provence-KTM | + 9"       |
| 3r | Odd Christian Eiking       | FDJ                          | + 9"       |
| 4t | Jelle Vanendert            | Lotto-Soudal                 | + 14"      |
| 5è | Juan José Lobato del Valle | LottoNL-Jumbo                | + 18"      |

| \| Classificació general \| Classificació general \| Classificació general \| Classificació general \| Classificació general \| \| Corredor \| Corredor \| Equip \| Temps \| \| \| --------------------- \| --------------------- \| --------------------------- \| --------------------- \| --------------------- \| \| 1r \| Dylan Teuns \| BMC Racing Team \| 13h 23' 15" \| \| \| 2n \| Tosh Van der Sande \| Lotto-Soudal \| + 32" \| \| \| 3r \| Benjamin Thomas \| Armée de terre \| + 39" \| \| \| 4t \| Jelle Vanendert \| Lotto-Soudal \| + 42" \| \| \| 5è \| Pim Ligthart \| Roompot-Nederlandse Loterij \| + 44" \| \| |                    |                             |             |
| |                    |                             |             |
| Font: ProCyclingStats |                    |                             |             |
| Classificació general |                    |                             |             |
| Corredor | Corredor           | Equip                       | Temps       |
| 1r | Dylan Teuns        | BMC Racing Team             | 13h 23' 15" |
| 2n | Tosh Van der Sande | Lotto-Soudal                | + 32"       |
| 3r | Benjamin Thomas    | Armée de terre              | + 39"       |
| 4t | Jelle Vanendert    | Lotto-Soudal                | + 42"       |
| 5è | Pim Ligthart       | Roompot-Nederlandse Loterij | + 44"       |

### 4a etapa
| \| Classificació de l'etapa \| Classificació de l'etapa \| Classificació de l'etapa \| Classificació de l'etapa \| Classificació de l'etapa \| \| Corredor \| Corredor \| Equip \| Temps \| \| \| ------------------------ \| -------------------------- \| -------------------------- \| ------------------------ \| ------------------------ \| \| 1r \| Jean-Pierre Drucker \| BMC Racing Team \| 3h 43' 26" \| \| \| 2n \| Adam Blythe \| Aqua Blue Sport \| + 0" \| \| \| 3r \| Jonas Van Genechten \| Cofidis, Solutions Crédits \| + 0" \| \| \| 4t \| Juan José Lobato del Valle \| LottoNL-Jumbo \| + 0" \| \| \| 5è \| Jasper De Buyst \| Lotto-Soudal \| + 0" \| \| |                            |                            |            |
| |                            |                            |            |
| Font: ProCyclingStats |                            |                            |            |
| Classificació de l'etapa |                            |                            |            |
| Corredor | Corredor                   | Equip                      | Temps      |
| 1r | Jean-Pierre Drucker        | BMC Racing Team            | 3h 43' 26" |
| 2n | Adam Blythe                | Aqua Blue Sport            | + 0"       |
| 3r | Jonas Van Genechten        | Cofidis, Solutions Crédits | + 0"       |
| 4t | Juan José Lobato del Valle | LottoNL-Jumbo              | + 0"       |
| 5è | Jasper De Buyst            | Lotto-Soudal               | + 0"       |

| \| Classificació general \| Classificació general \| Classificació general \| Classificació general \| Classificació general \| \| Corredor \| Corredor \| Equip \| Temps \| \| \| --------------------- \| --------------------- \| --------------------------- \| --------------------- \| --------------------- \| \| 1r \| Dylan Teuns \| BMC Racing Team \| 17h 06' 41" \| \| \| 2n \| Tosh Van der Sande \| Lotto-Soudal \| + 32" \| \| \| 3r \| Benjamin Thomas \| Armée de terre \| + 39" \| \| \| 4t \| Jelle Vanendert \| Lotto-Soudal \| + 42" \| \| \| 5è \| Pim Ligthart \| Roompot-Nederlandse Loterij \| + 44" \| \| |                    |                             |             |
| |                    |                             |             |
| Font: ProCyclingStats |                    |                             |             |
| Classificació general |                    |                             |             |
| Corredor | Corredor           | Equip                       | Temps       |
| 1r | Dylan Teuns        | BMC Racing Team             | 17h 06' 41" |
| 2n | Tosh Van der Sande | Lotto-Soudal                | + 32"       |
| 3r | Benjamin Thomas    | Armée de terre              | + 39"       |
| 4t | Jelle Vanendert    | Lotto-Soudal                | + 42"       |
| 5è | Pim Ligthart       | Roompot-Nederlandse Loterij | + 44"       |

### 5a etapa
| \| Classificació de l'etapa \| Classificació de l'etapa \| Classificació de l'etapa \| Classificació de l'etapa \| Classificació de l'etapa \| \| Corredor \| Corredor \| Equip \| Temps \| \| \| ------------------------ \| ------------------------ \| ------------------------ \| ------------------------ \| ------------------------ \| \| 1r \| Dylan Teuns \| BMC Racing Team \| 4h 13' 03" \| \| \| 2n \| Bryan Coquard \| Direct Énergie \| + 5" \| \| \| 3r \| Tosh Van der Sande \| Lotto-Soudal \| + 5" \| \| \| 4t \| Eliot Lietaer \| Sport Vlaanderen-Baloise \| + 5" \| \| \| 5è \| Benjamin Thomas \| Armée de terre \| + 5" \| \| |                    |                          |            |
| |                    |                          |            |
| Font: ProCyclingStats |                    |                          |            |
| Classificació de l'etapa |                    |                          |            |
| Corredor | Corredor           | Equip                    | Temps      |
| 1r | Dylan Teuns        | BMC Racing Team          | 4h 13' 03" |
| 2n | Bryan Coquard      | Direct Énergie           | + 5"       |
| 3r | Tosh Van der Sande | Lotto-Soudal             | + 5"       |
| 4t | Eliot Lietaer      | Sport Vlaanderen-Baloise | + 5"       |
| 5è | Benjamin Thomas    | Armée de terre           | + 5"       |

## Classificació final
| \| Classificació general \| Classificació general \| Classificació general \| Classificació general \| Classificació general \| \| Corredor \| Corredor \| Equip \| Temps \| \| \| --------------------- \| --------------------- \| --------------------- \| --------------------- \| --------------------- \| \| 1r \| Dylan Teuns \| BMC Racing Team \| 21h 19' 34" \| \| \| 2n \| Tosh Van der Sande \| Lotto-Soudal \| + 43" \| \| \| 3r \| Benjamin Thomas \| Armée de terre \| + 54" \| \| \| 4t \| Jelle Vanendert \| Lotto-Soudal \| + 1' 02" \| \| \| 5è \| Michel Kreder \| Aqua Blue Sport \| + 1' 03" \| \| |                    |                 |             |
| |                    |                 |             |
| Font: ProCyclingStats |                    |                 |             |
| Classificació general |                    |                 |             |
| Corredor | Corredor           | Equip           | Temps       |
| 1r | Dylan Teuns        | BMC Racing Team | 21h 19' 34" |
| 2n | Tosh Van der Sande | Lotto-Soudal    | + 43"       |
| 3r | Benjamin Thomas    | Armée de terre  | + 54"       |
| 4t | Jelle Vanendert    | Lotto-Soudal    | + 1' 02"    |
| 5è | Michel Kreder      | Aqua Blue Sport | + 1' 03"    |

## Evolució de les classificacions
| Etapa                  | Vencedor               | Classificació general | Classificació de la muntanya | Classificació per punts | Classificació dels joves | Classificació dels esprints | Classificació per equips     |
| ---------------------- | ---------------------- | --------------------- | ---------------------------- | ----------------------- | ------------------------ | --------------------------- | ---------------------------- |
| 1                      | Benjamin Thomas        | Benjamin Thomas       | Alexis Gougeard              | Benjamin Thomas         | Benjamin Thomas          | Kévin Ledanois              | BMC Racing                   |
| 2                      | Jasper De Buyst        | Dylan Teuns           | Jimmy Turgis                 | Benjamin Thomas         | Benjamin Thomas          | Tosh Van Der Sande          | BMC Racing                   |
| 3                      | Dylan Teuns            | Dylan Teuns           | Alexis Gougeard              | Dylan Teuns             | Benjamin Thomas          | Evaldas Šiškevicius         | WB Veranclassic Aqua Protect |
| 4                      | Jean-Pierre Drucker    | Dylan Teuns           | Alexis Gougeard              | Dylan Teuns             | Benjamin Thomas          | Evaldas Šiškevicius         | WB Veranclassic Aqua Protect |
| 5                      | Dylan Teuns            | Dylan Teuns           | Alexis Gougeard              | Dylan Teuns             | Benjamin Thomas          | Evaldas Šiškevicius         | WB Veranclassic Aqua Protect |
| Classificacions finals | Classificacions finals | Dylan Teuns           | Alexis Gougeard              | Dylan Teuns             | Benjamin Thomas          | Evaldas Šiškevicius         | WB Veranclassic Aqua Protect |